# XIII Governo Regional dos Açores
O XIII Governo Regional dos Açores foi formado com base nas eleições legislativas regionais de 25 de outubro de 2020, em que o Partido Socialista (PS) venceu obtendo uma maioria relativa com 39,13% dos votos. No entanto não conseguiu sozinho obter maioria absoluta (obteve apenas 25 deputados). O segundo partido mais votado, o Partido Social Democrata (21 deputados), juntamente com o CDS – Partido Popular (3 deputados) e o Partido Popular Monárquico (2 deputados) formaram uma coligação pós-eleitoral de governo (26 deputados), assegurada com acordos de apoio parlamentar entre o CHEGA (2 deputados) e a coligação e entre o Iniciativa Liberal (1 deputado) e o PSD, perfazendo maioria absoluta (29 deputados). Sendo José Manuel Bolieiro o líder regional do PSD e líder da coligação, foi convidado pelo Representante da República para os Açores, Pedro Catarino, a formar governo. O governo foi empossado e entrou em funções a 24 de novembro de 2020, sendo o primeiro governo de coligação na Região Autónoma dos Açores desde o início da autonomia. Manteve-se em funções até à posse do novo governo a 4 de março de 2024. 
Em novembro de 2023, na sequência do chumbo das propostas de Plano e Orçamento para 2024, devido à abstenção de Chega e PAN e dos votos contra de PS, IL e BE, o Presidente da República decidiu dissolver a Assembleia Legislativa convocando eleições antecipadas para o dia 4 de fevereiro de 2024.

## Composição[7]
Os membros que fazem parte do XIII Governo Regional dos Açores são os seguintes:
| Cargo                                                                 | Detentor                                      | Partido | Partido                     | Período                                      |
| --------------------------------------------------------------------- | --------------------------------------------- | ------- | --------------------------- | -------------------------------------------- |
| Presidente do Governo Regional dos Açores                             | José Manuel Cabral Dias Bolieiro              |         | PPD/PSD                     | 24 de novembro de 2020 a 4 de março de 2024  |
| Subsecretário Regional da Presidência                                 | Pedro Chaves de Faria e Castro                |         | PPD/PSD                     | 24 de novembro de 2020 a 4 de março de 2024  |
| Vice-Presidente do Governo Regional                                   | Artur Manuel Leal de Lima                     |         | CDS-PP                      | 24 de novembro de 2020 a 4 de março de 2024  |
| Secretário Regional das Finanças, Planeamento e Administração Pública | Joaquim José Santos de Bastos e Silva         |         | PPD/PSD                     | 24 de novembro de 2020 a 19 de abril de 2022 |
| Secretário Regional das Finanças, Planeamento e Administração Pública | Duarte Nuno D'Ávila Martins de Freitas        |         | PPD/PSD                     | 19 de abril de 2022 a 4 de março de 2024     |
| Secretária Regional da Educação                                       | Sofia Heleno Santos Roque Ribeiro             |         | PPD/PSD                     | 24 de novembro de 2020 a 19 de abril de 2022 |
| Secretário Regional da Saúde e Desporto                               | Clélio Ribeiro Parreira Toste de Menezes      |         | PPD/PSD                     | 24 de novembro de 2020 a 8 de março de 2023  |
| Secretário Regional da Saúde e Desporto                               | Mónica Reis Simões Seidi                      |         | PPD/PSD                     | 8 de março de 2023 a 4 de março de 2024      |
| Secretário Regional da Agricultura e Desenvolvimento Rural            | António Lima Cardoso Ventura                  |         | PPD/PSD                     | 24 de novembro de 2020 a 4 de março de 2024  |
| Secretário Regional do Mar e das Pescas                               | Manuel Humberto Lopes São João                |         | PPM                         | 24 de novembro de 2020 a 4 de março de 2024  |
| Secretária Regional da Cultura, Ciência e Transição Digital           | Susete Paula de Oliveira Peixoto Amaro        |         | PPD/PSD                     | 24 de novembro de 2020 a 19 de abril de 2022 |
| Secretária Regional da Educação e dos Assuntos Culturais              | Sofia Heleno Santos Roque Ribeiro             |         | PPD/PSD                     | 19 de abril de 2022 a 4 de março de 2024     |
| Secretário Regional do Ambiente e Alterações Climáticas               | Alonso Teixeira Miguel                        |         | CDS-PP                      | 24 de novembro de 2020 a 4 de março de 2024  |
| Secretário Regional dos Transportes, Turismo e Energia                | Mário Jorge Mota Borges                       |         | Independente                | 24 de novembro de 2020 a 19 de abril de 2022 |
| Secretário Regional da Juventude, Qualificação Profissional e Emprego | Duarte Nuno D'Ávila Martins de Freitas        |         | PPD/PSD                     | 24 de novembro de 2020 a 19 de abril de 2022 |
| Secretário Regional da Juventude, Qualificação Profissional e Emprego | Maria João Soares Carreiro                    |         | PPD/PSD                     | 19 de abril de 2022 a 4 de março de 2024     |
| Secretária Regional das Obras Públicas e Comunicações                 | Ana Maria Passos de Carvalho                  |         | PPD/PSD [carece de fontes?] | 24 de novembro de 2020 a 19 de abril de 2022 |
| Secretária Regional do Turismo, Mobilidade e Infraestruturas          | Berta Maria Correia de Almeida de Melo Cabral |         | PPD/PSD                     | 19 de abril de 2022 a 4 de março de 2024     |

## Direções Regionais
Cada membro do Governo Regional tem na sua dependência uma ou mais Direções Regionais.
| Cargo | Detentor                                          | Período                                      |
| Presidência do Governo                                                                                   | Presidência do Governo                            | Presidência do Governo                       |
| --- | ------------------------------------------------- | -------------------------------------------- |
| Diretor Regional da Cooperação com o Poder Local                                                         | Octávio Manuel Melo Torres                        | 6 de maio de 2022 – 12 de abril de 2024      |
| Diretor Regional das Comunidades                                                                         | José Maria de Medeiros Andrade                    | 6 de maio de 2022 – 12 de abril de 2024      |
| Diretor Regional das Comunicações e da Transição Digital                                                 | Pedro Miguel Vasconcelos Raposo Medeiros Batista  | 6 de maio de 2022 – 12 de abril de 2024      |
| Subsecretário Regional da Presidência                                                                    |                                                   |                                              |
| Diretor Regional dos Assuntos Europeus e Cooperação Externa                                              | Carlos Eduardo Pacheco do Amaral                  | 24 de dezembro de 2020 – 12 de abril de 2024 |
| Vice-Presidência do Governo                                                                              |                                                   |                                              |
| Diretor Regional da Habitação                                                                            | Daniel Martins Pavão                              | 24 de dezembro de 2020 – 12 de abril de 2024 |
| Diretor Regional da Ciência e Tecnologia                                                                 | Flávio Gomes Borges Tiago                         | 6 de maio de 2022 – 12 de abril de 2024      |
| Diretora Regional da Solidariedade Social                                                                | Andreia Tatiana Mendes Vasconcelos                | 24 de dezembro de 2020 – 12 de abril de 2024 |
| Diretora Regional para a Promoção da Igualdade e Inclusão Social                                         | Tânia Duarte de Almeida Moreira da Fonseca        | 15 de março de 2021 – 6 de maio de 2022      |
| Diretora Regional para a Promoção da Igualdade e Inclusão Social                                         | Sandra Maria de Sousa Garcia                      | 6 de maio de 2022 – 12 de abril de 2024      |
| Diretor Regional da Cooperação com o Poder Local (direção regional sob nova tutela)                      | Ricardo Alberto Pereira Madruga da Costa          | 24 de dezembro de 2020 – 6 de maio de 2022   |
| Diretor Regional das Comunidades (direção regional sob nova tutela)                                      | José Maria de Medeiros Andrade                    | 24 de dezembro de 2020 – 6 de maio de 2022   |
| Secretaria Regional das Finanças, Planeamento e Administração Pública                                    |                                                   |                                              |
| Diretor Regional do Orçamento e Tesouro                                                                  | José António Gomes                                | 24 de dezembro de 2020 – 12 de abril de 2024 |
| Diretor Regional do Empreendedorismo e Competitividade                                                   | Bruno Filipe de Freitas Belo                      | 13 de maio de 2022 – 12 de abril de 2024     |
| Diretor Regional do Planeamento e Fundos Estruturais                                                     | Nuno Alberto Lopes Melo Alves                     | 24 de dezembro de 2020 – 12 de abril de 2024 |
| Diretor Regional Organização e Administração Pública (direção extinta a 6 de maio de 2022)               | Délio Francisco Freitas Ormonde Borges            | 28 de dezembro de 2020 – 1 de julho de 2022  |
| Diretor Regional da Organização, Planeamento e Emprego Público (direção criada a 6 de maio de 2022)      | Délio Francisco Freitas Ormonde Borges            | 1 de julho de 2022 – 12 de abril de 2024     |
| Diretor Regional do Apoio ao Investimento e à Competitividade (direção extinta a 6 de maio de 2022)      | Ana Margarida de Faria Reis                       | 28 de dezembro de 2020 – 6 de maio de 2022   |
| Secretaria Regional da Educação e dos Assuntos CulturaisSecretaria reestruturada a 6 de maio de 2022     |                                                   |                                              |
| Diretor Regional da Educação e da Administração Educativa                                                | Rui Miguel Mendes Espínola                        | 6 de maio de 2022 – 12 de abril de 2024      |
| Diretor Regional dos Assuntos Culturais                                                                  | José Paulo Brito Ventura                          | 6 de maio de 2022 – 7 de março de 2023       |
| Diretor Regional dos Assuntos Culturais                                                                  | Duarte Nuno da Silva Vieira Chaves                | 7 de março de 2023 – 12 de abril de 2024     |
| Secretaria Regional da Saúde e Desporto                                                                  |                                                   |                                              |
| Diretor Regional da Saúde                                                                                | Berto Graciliano de Almeida Cabral                | 24 de dezembro de 2020 – 3 de abril de 2023  |
| Diretor Regional da Saúde                                                                                | Pedro Garcia Monteiro Paes                        | 3 de abril de 2023 – 12 de abril de 2024     |
| Diretor Regional da Prevenção e Combate às Dependências                                                  | Pedro Jorge Escórcio Fins                         | 24 de dezembro de 2020 – 12 de abril de 2024 |
| Diretor Regional do Desporto                                                                             | Luís Carlos Medeiros Couto de Sousa               | 24 de dezembro de 2020 – 12 de abril de 2024 |
| Secretaria Regional da Agricultura e Desenvolvimento Rural                                               |                                                   |                                              |
| Diretor Regional da Agricultura                                                                          | Pedro Jácome de Carvalho e Cunha Hintze Ribeiro   | 24 de dezembro de 2020 – 21 de maio de 2024  |
| Diretor Regional dos Recursos Florestais                                                                 | Filipe Torres Tavares                             | 13 de janeiro de 2021 – 12 de abril de 2024  |
| Diretora Regional do Desenvolvimento Rural                                                               | Emiliana Leonilde Diniz Gil Soares da Silva       | 24 de dezembro de 2020 – 21 de maio de 2024  |
| Secretaria Regional do Mar e das Pescas                                                                  |                                                   |                                              |
| Diretor Regional dos Assuntos do Mar (direção extinta a 6 de maio de 2022)                               | Pedro Manuel Mendonça das Neves                   | 24 de dezembro de 2020 – 4 de maio de 2022   |
| Diretor Regional de Políticas Marítimas (direção criada a 6 de maio de 2022)                             | Mário Rui Rilhó de Pinho                          | 6 de maio de 2022 – 4 de março de 2024       |
| Diretora Regional das Pescas                                                                             | Alexandra de Carvalho dos Santos Garcia Guerreiro | 24 de dezembro de 2020 – 12 de abril de 2024 |
| Secretaria Regional do Ambiente e Alterações Climáticas                                                  |                                                   |                                              |
| Diretora Regional do Ambiente e Alterações Climáticas                                                    | Catarina Goulart Chamacame Furtado                | 24 de dezembro de 2020 – 6 de julho de 2021  |
| Diretora Regional do Ambiente e Alterações Climáticas                                                    | Ana Cristina Pereira Rodrigues                    | 6 de julho de 2021 – 12 de abril de 2024     |
| Diretor Regional do Ordenamento do Território e dos Recursos Hídricos                                    | Emanuel Bruno Teixeira Barcelos                   | 24 de dezembro de 2020 – 12 de abril de 2024 |
| Secretaria Regional do Turismo, Mobilidade e InfraestruturasSecretaria reestruturada a 6 de maio de 2022 |                                                   |                                              |
| Diretora Regional da Energia                                                                             | Joana Ferreira Rita                               | 24 de dezembro de 2020 – 12 de abril de 2024 |
| Diretora Regional do Turismo                                                                             | Rosa Maria Carreiro Machado Costa                 | 24 de dezembro de 2020 – 12 de abril de 2024 |
| Diretor Regional da Mobilidade                                                                           | Rui Miguel Furtado Coutinho                       | 6 de maio de 2022 – 4 de junho de 2024       |
| Diretor Regional das Obras Públicas                                                                      | Pedro Miguel Fernandes Azevedo                    | 6 de maio de 2022 – 12 de abril de 2024      |
| Secretaria Regional da Juventude, Qualificação Profissional e Emprego                                    |                                                   |                                              |
| Diretor Regional da Qualificação Profissional e Emprego                                                  | Nuno António de Bettencourt Gomes                 | 24 de dezembro de 2020 – 12 de abril de 2024 |
| Diretor Regional da Juventude                                                                            | Eládio João Medeiros Braga                        | 24 de dezembro de 2020 – 12 de abril de 2024 |
| Diretor Regional do Comércio e Indústria (direção extinta a 6 de maio de 2022)                           | Daniel de Medeiros Mestre                         | 24 de dezembro de 2020 – 6 de maio de 2022   |
| Secretaria Regional dos Transportes, Turismo e Energia cargos extintos a 6 de maio de 2022               |                                                   |                                              |
| Diretor Regional dos Transportes Aéreos e Marítimos                                                      | Rui Miguel Furtado Coutinho                       | 24 de dezembro de 2020 – 6 de maio de 2022   |
| Secretaria Regional da Educação cargos extintos a 6 de maio de 2022                                      |                                                   |                                              |
| Diretora Regional da Administração Educativa                                                             | Sandra Carla Morgado Goulart                      | 24 de dezembro de 2020 – 6 de maio de 2022   |
| Diretora Regional da Educação                                                                            | Nídia Manuela de Sousa Lopes Inácio               | 24 de dezembro de 2020 – 6 de maio de 2022   |
| Secretaria Regional da Cultura, Ciência e Transição Digital cargos extintos a 6 de maio de 2022          |                                                   |                                              |
| Diretor Regional da Cultura                                                                              | Ricardo Jesus Vicente Tavares                     | 24 de dezembro de 2020 – 18 de março de 2022 |
| Diretor Regional da Ciência e Transição Digital                                                          | Sérgio Paulo Ávila Campos Marques                 | 24 de dezembro de 2020 – 6 de maio de 2022   |
| Secretaria Regional das Obras Públicas e Comunicações cargos extintos a 6 de maio de 2022                |                                                   |                                              |
| Diretor Regional das Obras Públicas e dos Transportes Terrestres                                         | Pedro Miguel Fernandes Azevedo                    | 24 de dezembro de 2020 – 6 de maio de 2022   |
| Diretor Regional das Comunicações                                                                        | Pedro Miguel Vasconcelos Raposo Medeiros Batista  | 24 de dezembro de 2020 – 6 de maio de 2022   |

## Outras entidades do XIII Governo Regional dos Açores
Cada membro do Governo Regional tem na sua dependência várias entidades públicas como Institutos Públicos e Fundações Regionais, entre outros.
| Entidade | Detentor                                                                                     | Período                                      |
| Presidência do Governo Regional | Presidência do Governo Regional                                                              | Presidência do Governo Regional              |
| --- | -------------------------------------------------------------------------------------------- | -------------------------------------------- |
| Secretaria-geral da Presidência | Teresa Augusta Carvalho Madruga (Secretária-Geral)                                           | 15 de setembro de 2020 – 12 de abril de 2024 |
| Fundo Regional de Apoio à Coesão e ao Desenvolvimento Económico                                                                                                   | Ana Paula Carvalho Homem de Gouveia (Presidente do Conselho Diretivo)                        | 13 de junho de 2022                          |
| Vice-Presidência do Governo Regional |                                                                                              |                                              |
| Fundo Regional da Ciência e Tecnologia | Bruno Marques Teixeira (Presidente do Conselho Diretivo)                                     | 1 de outubro de 2021 – presente              |
| Instituto da Segurança Social dos Açores, I.P.R.A. | Paula Cristina Pereira de Azevedo Pamplona Ramos (Presidente do Conselho Diretivo)           | 25 de outubro de 2021 – presente             |
| Secretaria Regional das Finanças, Planeamento e Administração Pública                                                                                             |                                                                                              |                                              |
| Inspeção Regional Administrativa e da Transparência (extinta a 6 de maio de 2022)                                                                                 | Francisco Roberto Cota Lima (Inspetor Regional)                                              | 28 de dezembro de 2020 – 29 de junho de 2022 |
| Inspeção Regional Administrativa, da Transparência e do Combate à Corrupção (criada a 6 de maio de 2022)                                                          | Francisco Roberto Cota Lima (Inspetor Regional)                                              | 1 de julho de 2022 – 12 de abril de 2024     |
| Agência para a Modernização Administrativa e Qualidade do Serviço ao Cidadão, RIAC, I.P.                                                                          | Carlos Miguel Fernandes Mateus (Presidente da Direção)                                       | 12 de junho de 2022 – presente               |
| Serviço Regional de Estatística | Ivo Luís de la Cerda Garcia e Sousa (Diretor)                                                |                                              |
| Secretaria Regional da Educação e dos Assuntos CulturaisSecretaria reestruturada a 6 de maio de 2022                                                              |                                                                                              |                                              |
| Inspeção Regional da Educação | Rúben Filipe Fournier Costa Pereira (Inspetor Regional)                                      | 6 de julho de 2021 – 12 de abril de 2024     |
| Inspeção Regional das Atividades Culturais (criado a 6 de maio de 2022)                                                                                           | Delmina Maria Freitas Ormonde Borges Guerra de Sousa (Inspetora Regional)                    | 12 de outubro de 2023 – 12 de abril de 2024  |
| Secretaria Regional da Saúde e Desporto |                                                                                              |                                              |
| Inspeção Regional da Saúde | Ana Maria Antunes de Vasconcelos (Inspetora Regional)                                        | 25 de janeiro de 2022 – 12 de abril de 2024  |
| Serviço Regional de Proteção Civil e Bombeiros dos Açores | Rui Pedro Massa de Andrade (Presidente)                                                      | 18 de dezembro de 2022                       |
| Secretaria Regional da Agricultura e Desenvolvimento Rural |                                                                                              |                                              |
| Instituto Regional de Ordenamento Agrário | Hernâni Ricardo Costa (Presidente do Conselho de Administração)                              | 15 de março de 2021 – 2 de setembro de 2024  |
| Instituto de Alimentação e Mercados Agrícolas, I.P.R.A. | Maria Carolina Quental de Medeiros Parreira da Câmara (Presidente do Conselho Diretivo)      | 26 de março de 2021 – presente               |
| Secretaria Regional do Mar e das Pescas |                                                                                              |                                              |
| Inspeção Regional das Pescas | Sandra Cristina Cordeiro Alemão (Inspetora Regional)                                         | 24 de dezembro de 2020 – 12 de abril de 2024 |
| Secretaria Regional do Turismo, Mobilidade e InfraestruturasSecretaria reestruturada a 6 de maio de 2022                                                          |                                                                                              |                                              |
| Inspeção Regional do Turismo | Lomelino Manuel Sousa Pinheiro (Inspetor Regional)                                           | 9 de julho de 2021 – 12 de abril de 2024     |
| Laboratório Regional de Engenharia Civil | Francisco de Sousa Fernandes (Diretor)                                                       | 2 de junho de 2022 – 8 de maio de 2024       |
| Secretaria Regional da Juventude, Qualificação Profissional e Emprego                                                                                             |                                                                                              |                                              |
| Inspeção Regional das Atividades Económicas | Mafalda Almeida de Melo Cabral (Inspetora Regional)                                          | 24 de dezembro de 2020 – 12 de abril de 2024 |
| Inspeção Regional do Trabalho | António Manuel de Melo Medeiros (Inspetor Regional)                                          | 24 de dezembro de 2020 – 12 de abril de 2024 |
| Centro de Qualificação dos Açores, I.P.R.A. | Acir Fernandes Meirelles (Presidente do Conselho Diretivo)                                   | 27 de junho de 2023 – presente               |
| Observatório do Emprego e Formação Profissional (extinto a 30 de junho de 2021) Observatório do Emprego e Qualificação Profissional (criado a 1 de julho de 2021) | Amâncio Gonçalves Machado de Faria e Maia (Coordenador)                                      |                                              |
| Secretaria Regional do Ambiente e Ações Climáticas |                                                                                              |                                              |
| Inspeção Regional do Ambiente | Anselmo Fernandes Falcão (Inspetor Regional)                                                 | 18 de janeiro de 2021 – 12 de abril de 2024  |
| Entidade Reguladora dos Serviços de Águas e Resíduos dos Açores                                                                                                   | Sónia da Conceição Pereira Andrade da Silva Santos (Presidente do Conselho de Administração) | 5 de agosto de 2022 – 1 de setembro de 2024  |